# Lijst van rijksmonumenten aan de Oudezijds Achterburgwal
Een overzicht van de 122 rijksmonumenten aan de Oudezijds Achterburgwal in Amsterdam.
| Object | Oorspronkelijke functie? | Bouwjaar                                                   | Architect | Locatie                                  | Coördinaten?                  | Nr.?   | Afbeelding |
| --- | ------------------------ | ---------------------------------------------------------- | --------- | ---------------------------------------- | ----------------------------- | ------ | --- |
| Pand met halsgevel met gelobde afdekking | Woonhuis                 | ca. 1750                                                   |           | Oudezijds Achterburgwal 19               | 52° 22' 27" NB, 4° 54' 0" OL  | 1      | Pand met halsgevel met gelobde afdekking                                                                                          |
| Pand met gevel met uit- en ingezwenkte top | Woonhuis                 | 1800                                                       |           | Oudezijds Achterburgwal 23               | 52° 22' 27" NB, 4° 53' 60" OL | 2      | Pand met gevel met uit- en ingezwenkte top                                                                                        |
| Pand met ingezwenkte halsgevel | Woonhuis                 | derde kwart 19e eeuw                                       |           | Oudezijds Achterburgwal 27               | 52° 22' 26" NB, 4° 53' 59" OL | 3      | Meer afbeeldingen |
| Pakhuis met gevel onder rechte lijst met consoles                                                                                             | Woonhuis                 | 18e/19e eeuw                                               |           | Oudezijds Achterburgwal 29               | 52° 22' 26" NB, 4° 53' 59" OL | 4      | Meer afbeeldingen |
| Besiendershuis | Gebouw                   | kort na 1701                                               |           | Oudezijds Achterburgwal 31               | 52° 22' 26" NB, 4° 53' 59" OL | 5      | Meer afbeeldingen |
| Pand met halsgevel | Gebouw                   | kort na 1701                                               |           | Oudezijds Achterburgwal 33               | 52° 22' 26" NB, 4° 53' 59" OL | 6      | Meer afbeeldingen |
| Huis vanwege onderdelen: stoep, kelderpui, vleugelstukken en fronton                                                                          | Gebouw                   | 1941 (huis) begin 18e eeuw (onderdelen)                    |           | Oudezijds Achterburgwal 35               | 52° 22' 26" NB, 4° 53' 59" OL | 7      | Meer afbeeldingen |
| Pand met halsgevel met aansluitend gedeelte rechts boven een gang                                                                             | Gebouw                   | kort na 1701                                               |           | Oudezijds Achterburgwal 37               | 52° 22' 26" NB, 4° 53' 59" OL | 8      | Meer afbeeldingen |
| Hoekhuis, halsgevel met gedeelde vleugelstukken                                                                                               | Gebouw                   | eerste helft 18e eeuw                                      |           | Oudezijds Achterburgwal 41               | 52° 22' 25" NB, 4° 53' 58" OL | 9      | Meer afbeeldingen |
| Huis waarvan de gevel bestaat uit een houten pui en een bovenstuk onder rechte lijst met consoles                                             | Woonhuis                 | 17e of 18e eeuw                                            |           | Oudezijds Achterburgwal 43               | 52° 22' 25" NB, 4° 53' 58" OL | 10     | Meer afbeeldingen |
| Huis met gevel onder rechte lijst | Gebouw                   | eind 16e eeuw                                              |           | Oudezijds Achterburgwal 45               | 52° 22' 25" NB, 4° 53' 58" OL | 11     | Meer afbeeldingen |
| Huis met gevel onder rechte lijst met vier consoles                                                                                           | Gebouw                   | begin 17e eeuw                                             |           | Oudezijds Achterburgwal 47               | 52° 22' 25" NB, 4° 53' 58" OL | 12     | Huis met gevel onder rechte lijst met vier consoles                                                                               |
| Pand met gevel onder rechte lijst met consoles                                                                                                | Gebouw                   | tweede kwart 18e eeuw                                      |           | Oudezijds Achterburgwal 49               | 52° 22' 24" NB, 4° 53' 57" OL | 13     | Pand met gevel onder rechte lijst met consoles                                                                                    |
| Huis vanwege de natuurstenen vleugelstukken en afdekking met krab van de top afkomstig van haarlemmerstraat 29                                | Werk-woonhuis            | tweede kwart 18e eeuw                                      |           | Oudezijds Achterburgwal 51               | 52° 22' 24" NB, 4° 53' 57" OL | 14     | Meer afbeeldingen |
| Zuidwijk | Gebouw                   | 1733                                                       |           | Oudezijds Achterburgwal 53               | 52° 22' 24" NB, 4° 53' 57" OL | 15     | Meer afbeeldingen |
| Gaaf hoekhuis | Gebouw                   | ca. 1800                                                   |           | Oudezijds Achterburgwal 57               | 52° 22' 24" NB, 4° 53' 57" OL | 16     | Meer afbeeldingen |
| Pand met voorgevel met verknoeide top, doch deurkalf, snijraam en -hek en roedenverdeling                                                     | Gebouw                   | 17e eeuw                                                   |           | Oudezijds Achterburgwal 61H+O            | 52° 22' 23" NB, 4° 53' 57" OL | 17     | Upload foto |
| Pand met gevel onder rechte lijst | Gebouw                   | 17e/18e/19e eeuw                                           |           | Oudezijds Achterburgwal 63               | 52° 22' 23" NB, 4° 53' 56" OL | 18     | Meer afbeeldingen |
| Gepleisterde gevel onder rechte lijst | Gebouw                   | midden 19e eeuw                                            |           | Oudezijds Achterburgwal 65               | 52° 22' 23" NB, 4° 53' 56" OL | 19     | Meer afbeeldingen |
| Hoekhuis met gevel onder gelobde houten top                                                                                                   | Gebouw                   | tweede kwart 18e eeuw                                      |           | Oudezijds Achterburgwal 67               | 52° 22' 23" NB, 4° 53' 56" OL | 20     | Meer afbeeldingen |
| Twee gecombineerde huizen | Gebouw                   | 18e/19e eeuw                                               |           | Oudezijds Achterburgwal 69A              | 52° 22' 23" NB, 4° 53' 55" OL | 21     | Upload foto |
| Twee samengetrokken huizen met gezamenlijke gevel onder nieuwe lijst                                                                          | Gebouw                   | 18e eeuw                                                   |           | Oudezijds Achterburgwal 69               | 52° 22' 23" NB, 4° 53' 55" OL | 22     | Meer afbeeldingen |
| Pand met gevel onder rechte lijst met twee consoles                                                                                           | Woonhuis                 | eerste helft 18e eeuw                                      |           | Oudezijds Achterburgwal 73               | 52° 22' 23" NB, 4° 53' 55" OL | 23     | Meer afbeeldingen |
| Pand met gevel onder rechte lijst met twee consoles                                                                                           | Gebouw                   | eerste helft 18e eeuw                                      |           | Oudezijds Achterburgwal 75               | 52° 22' 22" NB, 4° 53' 55" OL | 364700 | Pand met gevel onder rechte lijst met twee consoles                                                                               |
| Pand met gevel waarvan de rechte lijst met consoles                                                                                           | Woonhuis                 | 18e/19e eeuw                                               |           | Oudezijds Achterburgwal 77               | 52° 22' 22" NB, 4° 53' 55" OL | 25     | Meer afbeeldingen |
| Hoekhuis met gevel waarvan de rechte lijst met consoles                                                                                       | Werk-woonhuis            | eerste helft 18e eeuw                                      |           | Oudezijds Achterburgwal 79A              | 52° 22' 22" NB, 4° 53' 55" OL | 26     | Meer afbeeldingen |
| Pakhuis | Woonhuis                 | 18e eeuw                                                   |           | Oudezijds Achterburgwal 81               | 52° 22' 22" NB, 4° 53' 55" OL | 27     | Pakhuis |
| Gevel onder latere punttop | Woonhuis                 | 18e eeuw                                                   |           | Oudezijds Achterburgwal 85               | 52° 22' 22" NB, 4° 53' 54" OL | 28     | Meer afbeeldingen |
| Pand met ingezwenkte halsgevel | Gebouw                   | derde kwart 18e eeuw                                       |           | Oudezijds Achterburgwal 87               | 52° 22' 22" NB, 4° 53' 54" OL | 29     | Meer afbeeldingen |
| Pand met halsgevel met gedeelde vleugelstukken en volutenafdekking waarin een wapenschild                                                     | Gebouw                   | eerste helft 18e eeuw                                      |           | Oudezijds Achterburgwal 89               | 52° 22' 21" NB, 4° 53' 54" OL | 30     | Meer afbeeldingen |
| Hoekhuis, halsgevel met gedeelde vleugelstukken en volutenafdekking waarin een wapenschild                                                    | Woonhuis                 | eerste helft 18e eeuw                                      |           | Oudezijds Achterburgwal 91               | 52° 22' 21" NB, 4° 53' 54" OL | 31     | Meer afbeeldingen |
| Hoekhuis, voorgevel van het type met grote blokken, met grote trappen en fraaie gesneden puibalk                                              | Gebouw                   | 17e/18e eeuw                                               |           | Oudezijds Achterburgwal 93               | 52° 22' 21" NB, 4° 53' 54" OL | 32     | Meer afbeeldingen |
| Pand met gevel van het type met grote blokken top gewijzigd tot in- en uitgezwenkte hals                                                      | Gebouw                   | 17e/18e/19e eeuw                                           |           | Oudezijds Achterburgwal 95               | 52° 22' 21" NB, 4° 53' 54" OL | 33     | Meer afbeeldingen |
| Vergulde Ketel | Gebouw                   | tweede kwart 17e eeuw tweede helft 19e eeuw (gewijzigd)    |           | Oudezijds Achterburgwal 97               | 52° 22' 21" NB, 4° 53' 53" OL | 34     | Meer afbeeldingen |
| Dwarshuis onder een dak met het nummer 119a                                                                                                   | Gebouw                   | 17e eeuw of ouder                                          |           | Oudezijds Achterburgwal 119A t/m D       | 52° 22' 20" NB, 4° 53' 53" OL | 35     | Dwarshuis onder een dak met het nummer 119a                                                                                       |
| Dwarshuis onder een dak met het nummer 119 | Gebouw                   | 17e eeuw of ouder                                          |           | Oudezijds Achterburgwal 119A             | 52° 22' 20" NB, 4° 53' 53" OL | 36     | Meer afbeeldingen |
| Pand met gevel onder rechte lijst | Werk-woonhuis            | 18e/19e eeuw                                               |           | Oudezijds Achterburgwal 121              | 52° 22' 20" NB, 4° 53' 52" OL | 37     | Meer afbeeldingen |
| Pand met gevel onder rechte lijst | Gebouw                   | 18e/19e eeuw                                               |           | Oudezijds Achterburgwal 123              | 52° 22' 20" NB, 4° 53' 52" OL | 38     | Meer afbeeldingen |
| Hoekhuis | Gebouw                   | laatste kwart 19e eeuw                                     |           | Oudezijds Achterburgwal 133              | 52° 22' 19" NB, 4° 53' 51" OL | 39     | Meer afbeeldingen |
| Pand met ingezwenkte halsgevel | Gebouw                   | laatste kwart 19e eeuw                                     |           | Oudezijds Achterburgwal 135              | 52° 22' 19" NB, 4° 53' 51" OL | 40     | Meer afbeeldingen |
| Dubbel huis met gevel onder rechte lijst met consoles en dwars dak                                                                            | Woonhuis                 | 16e/18e/19e eeuw                                           |           | Oudezijds Achterburgwal 137              | 52° 22' 18" NB, 4° 53' 51" OL | 41     | Meer afbeeldingen |
| Pand met gevel onder rijk gebeeldhouwde cirkelvormig verhoogde zandstenen lijst                                                               | Gebouw                   | eerste kwart 18e eeuw                                      |           | Oudezijds Achterburgwal 139A t/m G       | 52° 22' 18" NB, 4° 53' 51" OL | 42     | Meer afbeeldingen |
| Pand met ingezwenkte halsgevel | Gebouw                   | derde kwart 18e eeuw                                       |           | Oudezijds Achterburgwal 143A t/m D       | 52° 22' 18" NB, 4° 53' 50" OL | 43     | Meer afbeeldingen |
| Pand met gevel onder rechte klossenlijst | Woonhuis                 | derde kwart 19e eeuw                                       |           | Oudezijds Achterburgwal 147              | 52° 22' 18" NB, 4° 53' 50" OL | 44     | Meer afbeeldingen |
| Pand met gevel onder rechte lijst | Werk-woonhuis            | 18e/19e eeuw                                               |           | Oudezijds Achterburgwal 149              | 52° 22' 18" NB, 4° 53' 50" OL | 45     | Meer afbeeldingen |
| Huis verenigd achter een gezamenlijke lisenengevel met de nrs 153, 155                                                                        | Gebouw                   | 1642/43 (bouw) 19e eeuw (verbouwd)                         |           | Oudezijds Achterburgwal 151              | 52° 22' 17" NB, 4° 53' 49" OL | 46     | Huis verenigd achter een gezamenlijke lisenengevel met de nrs 153, 155                                                            |
| Huis verenigd achter een gezamenlijke lisenengevel met de nrs 151 en 155                                                                      | Gebouw                   | 1642/43 (bouw) 19e eeuw (verb.)                            |           | Oudezijds Achterburgwal 153              | 52° 22' 17" NB, 4° 53' 49" OL | 47     | Huis verenigd achter een gezamenlijke lisenengevel met de nrs 151 en 155                                                          |
| Huis verenigd achter een gezamenlijke lisenengevel met de nrs 151, 153                                                                        | Woonhuis                 | 1642/43                                                    |           | Oudezijds Achterburgwal 155              | 52° 22' 16" NB, 4° 53' 49" OL | 48     | Meer afbeeldingen |
| Pand met pilaster-halsgevel tweeling met nr 167                                                                                               | Gebouw                   | 1640/1641                                                  |           | Oudezijds Achterburgwal 169A + B         | 52° 22' 16" NB, 4° 53' 48" OL | 55     | Meer afbeeldingen |
| Huis door Philips Vingboons met gevel snijraam, -hek en roedenverdeling                                                                       | Gebouw                   | 1641                                                       |           | Oudezijds Achterburgwal 171A t/m H + K   | 52° 22' 16" NB, 4° 53' 48" OL | 56     | Meer afbeeldingen |
| Huis met gevel onder rechte triglyphenlijst met consoles versierde stoep met drie lod                                                         | Gebouw                   | 1641                                                       |           | Oudezijds Achterburgwal 173              | 52° 22' 15" NB, 4° 53' 48" OL | 57     | Meer afbeeldingen |
| Pui waarboven gevel onder door dakvenster doorbroken rechte lijst                                                                             | Woonhuis                 | 18e/19e eeuw                                               |           | Oudezijds Achterburgwal 175              | 52° 22' 15" NB, 4° 53' 48" OL | 58     | Meer afbeeldingen |
| Spinhuis | Gebouw                   | 1645                                                       |           | Oudezijds Achterburgwal 185              | 52° 22' 14" NB, 4° 53' 47" OL | 59     | Meer afbeeldingen |
| Hoekhuis met voorgevel waarvan de top | Gebouw                   | 1727                                                       |           | Oudezijds Achterburgwal 187              | 52° 22' 14" NB, 4° 53' 46" OL | 60     | Meer afbeeldingen |
| Complex etagewoningen met gevel onder rechte lijst                                                                                            | Gebouw                   | 18e/19e eeuw                                               |           | Oudezijds Achterburgwal 189              | 52° 22' 14" NB, 4° 53' 46" OL | 61     | Meer afbeeldingen |
| Huis met gevel onder rechte lijst | Gebouw                   | 17e/18e/19e eeuw                                           |           | Oudezijds Achterburgwal 191              | 52° 22' 13" NB, 4° 53' 46" OL | 62     | Meer afbeeldingen |
| Pand met halsgevel met waaier in de afdekking                                                                                                 | Gebouw                   | 18e/19e eeuw                                               |           | Oudezijds Achterburgwal 193              | 52° 22' 13" NB, 4° 53' 46" OL | 63     | Meer afbeeldingen |
| Huis, bovenste verdieping en dak | Woonhuis                 | 17e eeuw (kern)18e/19e eeuw (gewijzigd)                    |           | Oudezijds Achterburgwal 195              | 52° 22' 13" NB, 4° 53' 46" OL | 64     | Meer afbeeldingen |
| Huis met gevel waarin fraaie gesneden puibalk en wapensteen waarop DE LEUPART en 18C                                                          | Woonhuis                 | tweede kwart 17e eeuw (huis) 18e eeuw (verb.)              |           | Oudezijds Achterburgwal 6A t/m L + 8A+B  | 52° 22' 30" NB, 4° 54' 1" OL  | 78     | Meer afbeeldingen |
| Tot pakhuis verbouwd woonhuis, gevel voorzien van latere punttop                                                                              | Gebouw                   | 17e eeuw                                                   |           | Oudezijds Achterburgwal 14               | 52° 22' 29" NB, 4° 54' 1" OL  | 79     | Meer afbeeldingen |
| Twee samengetrokken huizen, waarvan de gevels bij die gelegenheid een gezamenlijke rechte lijst met drie consoles hebben gekregen             | Gebouw                   | 18e eeuw                                                   |           | Oudezijds Achterburgwal 28               | 52° 22' 28" NB, 4° 53' 60" OL | 80     | Twee samengetrokken huizen, waarvan de gevels bij die gelegenheid een gezamenlijke rechte lijst met drie consoles hebben gekregen |
| Pand met ingezwenkte halsgevel | Gebouw                   | 1686                                                       |           | Oudezijds Achterburgwal 36               | 52° 22' 28" NB, 4° 53' 59" OL | 81     | Upload foto |
| Pand met halsgevel met volutenafdekking en versiering om de hijsbalk                                                                          | Gebouw                   | tweede kwart 18e eeuw                                      |           | Oudezijds Achterburgwal 38               | 52° 22' 28" NB, 4° 53' 59" OL | 82     | Upload foto |
| Pand met ingezwenkte halsgevel met volutenafdekking                                                                                           | Gebouw                   | 17e/18e eeuw                                               |           | Oudezijds Achterburgwal 40               | 52° 22' 27" NB, 4° 53' 59" OL | 83     | Upload foto |
| Achterhuis van oude zijds voorburgwal 57 | Gebouw                   | 1615 (bouw) 1635 (uitbreiding)                             |           | Oudezijds Achterburgwal 46A              | 52° 22' 27" NB, 4° 53' 58" OL | 84     | Meer afbeeldingen |
| Pand met gevel onder punttop | Gebouw                   | 19e eeuw                                                   |           | Oudezijds Achterburgwal 50               | 52° 22' 26" NB, 4° 53' 58" OL | 85     | Meer afbeeldingen |
| Pakhuis met gave puntgevel onder bloem- en vruchtentrossen                                                                                    | Gebouw                   | 1685                                                       |           | Oudezijds Achterburgwal 52               | 52° 22' 26" NB, 4° 53' 57" OL | 86     | Meer afbeeldingen |
| Pakhuis met vrij gave puntgevel | Gebouw                   | 1685                                                       |           | Oudezijds Achterburgwal 54               | 52° 22' 26" NB, 4° 53' 57" OL | 87     | Meer afbeeldingen |
| Pand met trapgevel van het type met kleine-blokjes-versiering                                                                                 | Gebouw                   | 1610                                                       |           | Oudezijds Achterburgwal 60               | 52° 22' 25" NB, 4° 53' 56" OL | 88     | Meer afbeeldingen |
| Pand met trapgevel met kleine blokjes-versiering                                                                                              | Gebouw                   | 1610                                                       |           | Oudezijds Achterburgwal 62               | 52° 22' 25" NB, 4° 53' 56" OL | 89     | Meer afbeeldingen |
| Pand met gevel onder in het midden verhoogde lijst met consoles                                                                               | Gebouw                   | 1729                                                       |           | Oudezijds Achterburgwal 66               | 52° 22' 25" NB, 4° 53' 56" OL | 90     | Meer afbeeldingen |
| Pand met pilaster-halsgevel met tussen-trappen waarin oeils-de-boeuf                                                                          | Gebouw                   | ca. 1650                                                   |           | Oudezijds Achterburgwal 66A              | 52° 22' 25" NB, 4° 53' 56" OL | 91     | Meer afbeeldingen |
| Pand met gevel met pilasters, verbonden door bogen met kleine blokjes                                                                         | Woonhuis                 | 17e/18e eeuw                                               |           | Oudezijds Achterburgwal 68               | 52° 22' 24" NB, 4° 53' 56" OL | 92     | Meer afbeeldingen |
| Huisje met gevel onder klokvormige top met rollagen                                                                                           | Gebouw                   | 17e/18e/19e eeuw                                           |           | Oudezijds Achterburgwal 70               | 52° 22' 24" NB, 4° 53' 55" OL | 93     | Upload foto |
| Hoekhuis met ingezwenkte halsgevel | Gebouw                   | derde kwart 18e eeuw                                       |           | Oudezijds Achterburgwal 74               | 52° 22' 24" NB, 4° 53' 55" OL | 94     | Hoekhuis met ingezwenkte halsgevel                                                                                                |
| Pand met pilaster-halsgevel | Gebouw                   | 1645                                                       |           | Oudezijds Achterburgwal 76               | 52° 22' 24" NB, 4° 53' 55" OL | 95     | Meer afbeeldingen |
| Rectorswoning van de O.Z.School, verbouwd tot pakhuis                                                                                         | Gebouw                   | derde kwart 16e eeuw (woning) derde kwart 18e eeuw (verb.) |           | Oudezijds Achterburgwal 78               | 52° 22' 24" NB, 4° 53' 55" OL | 96     | Meer afbeeldingen |
| Achterhuis van oude zijds voorburgwal 101 | Gebouw                   | 18e/19e eeuw                                               |           | Oudezijds Achterburgwal 78A              | 52° 22' 24" NB, 4° 53' 55" OL | 97     | Achterhuis van oude zijds voorburgwal 101                                                                                         |
| Pand met pilaster-halsgevel | Gebouw                   | 1651                                                       |           | Oudezijds Achterburgwal 80               | 52° 22' 23" NB, 4° 53' 54" OL | 98     | Meer afbeeldingen |
| Huis waarvan de benedenhelft en de bovenhelft uit de 2e helft van de 19e eeuw dateert                                                         | Woonhuis                 | tweede helft 17e eeuw                                      |           | Oudezijds Achterburgwal 82               | 52° 22' 23" NB, 4° 53' 54" OL | 99     | Meer afbeeldingen |
| Pand met in- en uitgezwenkte halsgevel van bijzondere vorm                                                                                    | Woonhuis                 | 1725                                                       |           | Oudezijds Achterburgwal 86               | 52° 22' 23" NB, 4° 53' 53" OL | 100    | Meer afbeeldingen |
| Pand met gevel onder rechte lijst | Woonhuis                 | 18e/19e eeuw                                               |           | Oudezijds Achterburgwal 100              | 52° 22' 22" NB, 4° 53' 53" OL | 102    | Meer afbeeldingen |
| Pand met gevel onder rechte triglyfenlijst en dwars dak                                                                                       | Woonhuis                 | laatste kwart 18e eeuw                                     |           | Oudezijds Achterburgwal 102              | 52° 22' 22" NB, 4° 53' 53" OL | 103    | Meer afbeeldingen |
| Voormalig achterhuis van oude zijds voorburgwal 127                                                                                           | Woonhuis                 | 17e eeuw                                                   |           | Oudezijds Achterburgwal 104              | 52° 22' 22" NB, 4° 53' 52" OL | 104    | Meer afbeeldingen |
| Huis met gepleisterde gevel onder versierde rechte lijst                                                                                      | Woonhuis                 | laatste helft 19e eeuw                                     |           | Oudezijds Achterburgwal 112              | 52° 22' 21" NB, 4° 53' 52" OL | 105    | Huis met gepleisterde gevel onder versierde rechte lijst                                                                          |
| Hoekhuis met interessante gekeerde plattegrond                                                                                                | Woonhuis                 | eerste helft 18e eeuw                                      |           | Oudezijds Achterburgwal 114              | 52° 22' 21" NB, 4° 53' 52" OL | 106    | Hoekhuis met interessante gekeerde plattegrond                                                                                    |
| Hoekhuis met halsgevel bekroond door siervaas                                                                                                 | Woonhuis                 | eerste kwart 18e eeuw                                      |           | Oudezijds Achterburgwal 116              | 52° 22' 21" NB, 4° 53' 51" OL | 107    | Meer afbeeldingen |
| Huis met vier vensters brede gevel vernieuwde rechte lijst en dwars dak                                                                       | Woonhuis                 | 17e/18e eeuw                                               |           | Oudezijds Achterburgwal 120              | 52° 22' 20" NB, 4° 53' 51" OL | 108    | Meer afbeeldingen |
| Pand met gevel onder rechte lijst | Woonhuis                 | eerste kwart 19e eeuw                                      |           | Oudezijds Achterburgwal 122              | 52° 22' 20" NB, 4° 53' 51" OL | 109    | Meer afbeeldingen |
| Pand met gevel onder gesneden rechte lijst met consoles                                                                                       | Woonhuis                 | laatste kwart 18e eeuw                                     |           | Oudezijds Achterburgwal 124              | 52° 22' 20" NB, 4° 53' 51" OL | 110    | Meer afbeeldingen |
| Pand met halsgevel met gedeelde vleugelstukken en een deurkozijn en -kalf uit dezelfde tijd                                                   | Woonhuis                 | 18e/19e eeuw                                               |           | Oudezijds Achterburgwal 126              | 52° 22' 20" NB, 4° 53' 50" OL | 111    | Meer afbeeldingen |
| Kantoorgebouw | Handel en kantoor        | 1879-1881                                                  |           | Oudezijds Achterburgwal 128A+B+C+130+132 | 52° 22' 20" NB, 4° 53' 50" OL | 518459 | Meer afbeeldingen |
| Pand met gevel onder rechte lijst | Woonhuis                 | 17e/18e/19e eeuw                                           |           | Oudezijds Achterburgwal 134              | 52° 22' 19" NB, 4° 53' 50" OL | 112    | Meer afbeeldingen |
| Huis met gevel onder rechte lijst | Woonhuis                 | 17e/19e eeuw                                               |           | Oudezijds Achterburgwal 136              | 52° 22' 19" NB, 4° 53' 50" OL | 113    | Meer afbeeldingen |
| Pand met gevel onder rechte lijst | Woonhuis                 | 17e/19e eeuw                                               |           | Oudezijds Achterburgwal 140              | 52° 22' 19" NB, 4° 53' 50" OL | 114    | Meer afbeeldingen |
| Pand met trapgevel van het 'type met grote blokken'                                                                                           | Woonhuis                 | tweede kwart 17e eeuw                                      |           | Oudezijds Achterburgwal 142              | 52° 22' 19" NB, 4° 53' 49" OL | 115    | Meer afbeeldingen |
| Pand met ingezwenkte halsgevel met gesneden pui, puilijst, deur, -kalf, snijraam en snijraamhek                                               | Woonhuis                 | 18e/19e eeuw                                               |           | Oudezijds Achterburgwal 144              | 52° 22' 19" NB, 4° 53' 49" OL | 116    | Meer afbeeldingen |
| Vijf vensters breed huis onder dwars dak | Woonhuis                 | derde kwart 17e eeuw                                       |           | Oudezijds Achterburgwal 146              | 52° 22' 19" NB, 4° 53' 49" OL | 117    | Meer afbeeldingen |
| Pand met halsgevel met gedeelde vleugelstukken en in de afdekking behalve het jaartal een bak met glasschijven uit een glazenmakerswerkplaats | Gebouw                   | 1734                                                       |           | Oudezijds Achterburgwal 150              | 52° 22' 18" NB, 4° 53' 49" OL | 118    | Meer afbeeldingen |
| Pand met ingezwenkte halsgevel in hoofdvormen ongewijzigd                                                                                     | Gebouw                   | eerste helft 18e eeuw                                      |           | Oudezijds Achterburgwal 156              | 52° 22' 17" NB, 4° 53' 48" OL | 119    | Pand met ingezwenkte halsgevel in hoofdvormen ongewijzigd                                                                         |
| Pand met ingezwenkte halsgevel met gelobde afdekking                                                                                          | Gebouw                   | derde kwart 18e eeuw                                       |           | Oudezijds Achterburgwal 164              | 52° 22' 17" NB, 4° 53' 47" OL | 120    | Pand met ingezwenkte halsgevel met gelobde afdekking                                                                              |
| Voormalige ambtswoning voor admiraliteitsleden                                                                                                | Gebouw                   | 1764                                                       |           | Oudezijds Achterburgwal 170              | 52° 22' 16" NB, 4° 53' 46" OL | 122    | Meer afbeeldingen |
| Voormalige ambtswoning voor admiraliteitsleden                                                                                                | Gebouw                   | 1764                                                       |           | Oudezijds Achterburgwal 172              | 52° 22' 15" NB, 4° 53' 46" OL | 123    | Meer afbeeldingen |
| Pand met ingezwenkte halsgevel | Gebouw                   | 17e/18e/19e eeuw                                           |           | Oudezijds Achterburgwal 203A             | 52° 22' 12" NB, 4° 53' 45" OL | 66     | Meer afbeeldingen |
| Hoekhuis, voorgevel onder zandstenen, in het midden verhoogde lijst met consoles                                                              | Werk-woonhuis            | 18e eeuw                                                   |           | Oudezijds Achterburgwal 205              | 52° 22' 12" NB, 4° 53' 45" OL | 67     | Meer afbeeldingen |
| Pand met gave gevel onder rechte lijst met vier consoles                                                                                      | Gebouw                   | tweede helft 18e eeuw                                      |           | Oudezijds Achterburgwal 213              | 52° 22' 11" NB, 4° 53' 44" OL | 68     | Meer afbeeldingen |
| Pand met gave gevel onder gebeeldhouwde zandstenen lijst met consoles                                                                         | Woonhuis                 | 1740                                                       |           | Oudezijds Achterburgwal 215              | 52° 22' 11" NB, 4° 53' 44" OL | 69     | Meer afbeeldingen |
| Pand met gave gevel onder gebeeldhouwde zandsteden lijst met consoles                                                                         | Woonhuis                 | 1740                                                       |           | Oudezijds Achterburgwal 217              | 52° 22' 11" NB, 4° 53' 44" OL | 70     | Meer afbeeldingen |
| Pand met gave gevel onder gebeeldhouwde zandstenen lijst met consoles                                                                         | Woonhuis                 | 1740                                                       |           | Oudezijds Achterburgwal 219              | 52° 22' 11" NB, 4° 53' 43" OL | 71     | Meer afbeeldingen |
| Pand vanwege de oude, natuurstenen onderdelen van de top                                                                                      | Gebouw                   | eerste helft 18e eeuw                                      |           | Oudezijds Achterburgwal 221              | 52° 22' 10" NB, 4° 53' 43" OL | 72     | Meer afbeeldingen |
| Pand met gave gevel onder zandstenen, in het midden verhoogde lijst met consoles                                                              | Gebouw                   | eerste helft 18e eeuw                                      |           | Oudezijds Achterburgwal 223              | 52° 22' 10" NB, 4° 53' 43" OL | 73     | Meer afbeeldingen |
| Gaaf pand onder omlopend schilddak | Gebouw                   | derde kwart 18e eeuw                                       |           | Oudezijds Achterburgwal 229              | 52° 22' 10" NB, 4° 53' 43" OL | 75     | Meer afbeeldingen |
| Gaaf pand onder omlopend schilddak | Gebouw                   | derde kwart 18e eeuw                                       |           | Oudezijds Achterburgwal 231              | 52° 22' 10" NB, 4° 53' 43" OL | 76     | Meer afbeeldingen |
| Poortje met figuren | Gebouw                   | 1736                                                       |           | Oudezijds Achterburgwal bij 231          | 52° 22' 10" NB, 4° 53' 43" OL | 77     | Meer afbeeldingen |
| Klinisch Ziekenhuis | Gezondheidszorg          | 1888-1890                                                  |           | Oudezijds Achterburgwal 233              | 52° 22' 9" NB, 4° 53' 44" OL  | 518306 | Klinisch Ziekenhuis |
| Wachtlokalen voor apotheek | Gezondheidszorg          | 1875                                                       |           | Oudezijds Achterburgwal 235              | 52° 22' 9" NB, 4° 53' 44" OL  | 518304 | Meer afbeeldingen |
| Huis met gevel onder rechte lijst | Gebouw                   | 19e eeuw                                                   |           | Oudezijds Achterburgwal 188              | 52° 22' 13" NB, 4° 53' 44" OL | 124    | Huis met gevel onder rechte lijst                                                                                                 |
| Pand met gevel onder houten in- en uitgezwenkte top met hoekconsoles en snijwerk om het zoldervenster                                         | Gebouw                   | ca. 1750                                                   |           | Oudezijds Achterburgwal 190A             | 52° 22' 13" NB, 4° 53' 44" OL | 125    | Pand met gevel onder houten in- en uitgezwenkte top met hoekconsoles en snijwerk om het zoldervenster                             |
| Pand met halsgevel met ruitpatroon in de vleugelstukken en palmet in de afdekking                                                             | Gebouw                   | 1737                                                       |           | Oudezijds Achterburgwal 194              | 52° 22' 12" NB, 4° 53' 43" OL | 126    | Meer afbeeldingen |
| Huis met gevel onder rechte lijst met consoles waarboven dwars dakje met dakkapel                                                             | Gebouw                   | 17/18e eeuw                                                |           | Oudezijds Achterburgwal 206              | 52° 22' 11" NB, 4° 53' 42" OL | 127    | Huis met gevel onder rechte lijst met consoles waarboven dwars dakje met dakkapel                                                 |
| Achterhuis van Oudezijds Voorburgwal 243 met uitgebouwde keukenvleugel                                                                        | Gebouw                   | tweede kwart 18e eeuw                                      |           | Oudezijds Achterburgwal 210              | 52° 22' 11" NB, 4° 53' 42" OL | 128    | Meer afbeeldingen |
| Achterhuis van Oudezijds Voorburgwal 245 met uitgebouwde keukenvleugel                                                                        | Gebouw                   | tweede kwart 18e eeuw                                      |           | Oudezijds Achterburgwal 212              | 52° 22' 10" NB, 4° 53' 42" OL | 129    | Meer afbeeldingen |